# Università statale di Gorno-Altajsk
L'Università statale di Gorno-Altajsk (GASU) è un ente di istruzione accademica russo situato nella Repubblica dell'Altaj.

## Struttura
- Istituto fisico-matematico e ingegneristico-tecnologico
- Facoltà economico-giuridica
- Facoltà geografico-naturale
- Facoltà di altaistica e turcologia
- Facoltà psicologico-pedagogica
- Facoltà storico-filologica
- Collegio agrario